# Juventus Stadion
A Juventus Stadion a Juventus labdarúgóklub 2011-ben elkészült új stadionja, Torinóban. A létesítmény kizárólag a Juventus tulajdonát képezi, ami azért érdekes, mert az előző stadionokat a Torinoval együtt bérelték. A hivatalos megnyitóra 2011. szeptember 8-án került sor a Juventus és a Notts County közötti barátságos mérkőzéssel. Az épület 41 000 fő befogadására képes. A stadiont a csapat korábbi pályájának a Stadio delle Alpinak a helyére építették. Még érdekesség, hogy ez az egyetlen saját tulajdonú stadion Olaszországban mivel minden csapat a létesítményét maga bérli a város önkormányzatától vagy más egyéb kezelőszervtől.